# Reitkunst

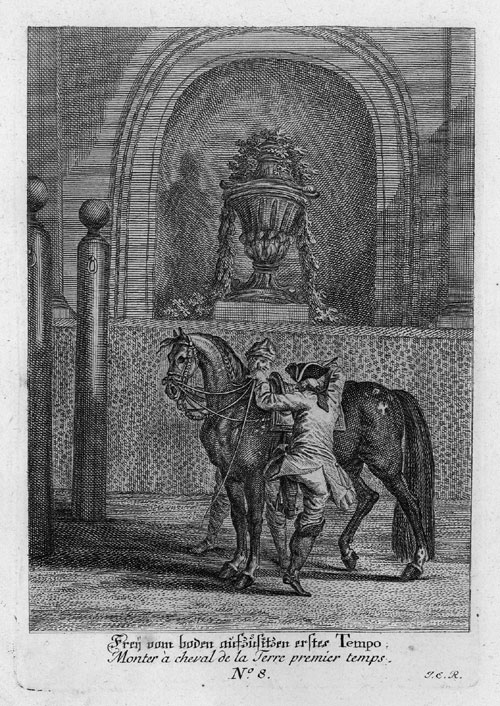
Übung „Aufsitzen“ aus Johann Elias Ridingers Vorstellung und Beschreibung derer Schul und Campagne Pferden nach ihren Lectionen von 1760

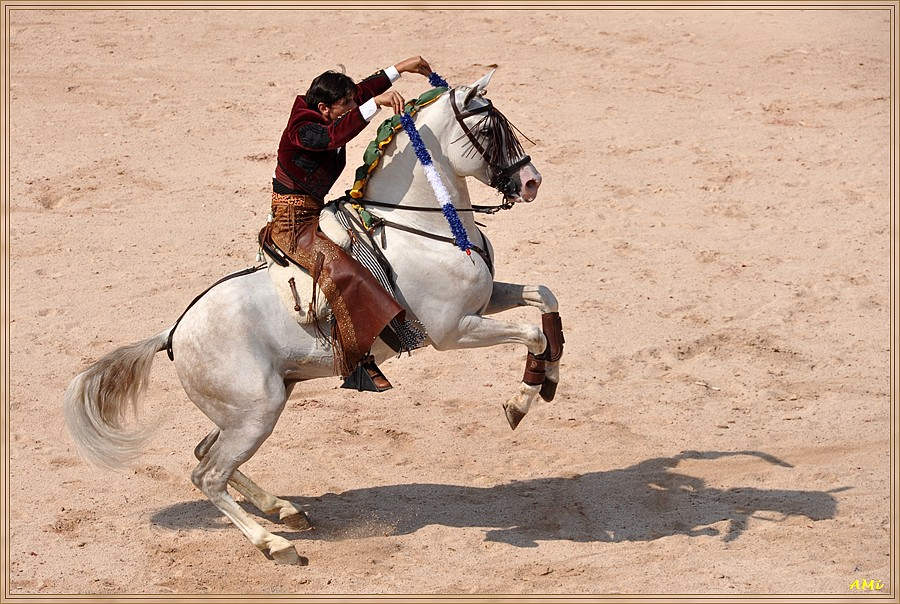
Ein spanischer Stierkämpfer zu Pferd in der Übung der Posata.

Die Reitkunst befasst sich mit der Dressur-Ausbildung von Reitpferden nach Grundsätzen, die ursprünglich von den Medern zum Zweck des Nahkampfs entwickelt wurde. Ihr wurde im Neapel der Renaissance die Hohe Schule hinzugefügt. Diese machte das Pferd zum Kunstwerk und das Reiten zur Kunst. Die Reitkunst umfasst auch die Präsentation des Pferdes an der Hand.

## Begriffsabgrenzung
In der Reitkunst werden Pferde verwendet, die auf dem medischen Nisäer basieren. Dieser Pferdetyp, der ab der Renaissance einen Großteil der europäischen Elite-Pferde beeinflusste, zeichnet sich durch weiche Gänge, Sprintfähigkeit (Karriere) und das Talent zur engen Wendung aus. Er hat ca.155 -160 cm Stockmaß, eine starke Hinterhand und eine volle Kruppe. Ein relativ kurzer Rücken wird bevorzugt, damit die Hinterhand Last aufnehmen kann. Typische Reitkunst-Rassen sind Pura Razza Espanola und Lusitano.
Basis-Lektionen der Ausbildung sind Volte, gerade Bahn und Posata mit Wendung auf der Hinterhand. Die Pferde werden zur Versammlung und Hankenbeugung und je nach Veranlagung zur Piaffe, Passage, Pesade und den Schulsprüngen ausgebildet. Hauptziele sind die Erhöhung der Balance des Pferdes, seiner Reaktivität und seiner Gehorsamkeit.
Der Stil der Reitkunst wird oft auch als akademisch, iberisch oder als Barockreiten bezeichnet, entstand jedoch bereits vor 2.700 Jahren zur Zeit der Meder. In der Renaissance wurde er von den Byzantinern an die albanischen Stradioten unter Skanderbeg weitergegeben. Dieser brachten ihn nach Neapel, gefördert durch König Ferrante von Aragon. Unter den Aragonesen wurden sodann die Schulsprünge und die Präsentation des Pferdes als Kunstwerk hinzugefügt.
Das Turnierreiten unterscheidet sich von der Reitkunst, da es zwar von einigen Techniken der Ausbildung zum Nahkampf, wie Piaffe und Passage inspiriert ist, jedoch zumeist Pferde nutzt, die auf dem Achal-Tekkiner Darley Arabian beruhen und damit einem Rennpferd, ohne Talente zur engen Wendung, aber mit hohen Flugphasen. Sportpferde haben zwischen 165 und 175 cm Stockmaß, ausgreifende Gänge und sind vergleichsweise schlank, langrückig und langbeinig. Aus der Tradition des Militärreitens kommend, werden zumeist Pferde mit braunem oder fuchsfarbenem Fell und wenig Abzeichen bevorzugt. In einer Sport-Dressurprüfung wird allen Teilnehmenden die gleiche Aufgabe gestellt und alle tragen ähnliche Kleidung, um einen Gewinner feststellen zu können. Es geht also nicht um Kunst, sondern um Erfolg. Dieser Stil wird auch als englisch bezeichnet.
Die heute häufig verwendete Bezeichnung klassische Reitweise meint allgemeingültige, modeunabhängige Prinzipien und nicht eine kulturgeschichtliche Epoche. Die Bezeichnung klassisch wird sowohl vom Nahkampfreiten und der Hohen Schule, d. h. der Reitkunst, als auch von der Steppenreiterei, d. h. dem Spring-/Rennsport bzw. Turniersport verwendet. Dies ist nicht falsch. Trotz ihrer Unterschiede sind beide Reitstile mehrere tausend Jahre alt.

## Geschichte und Entwicklung

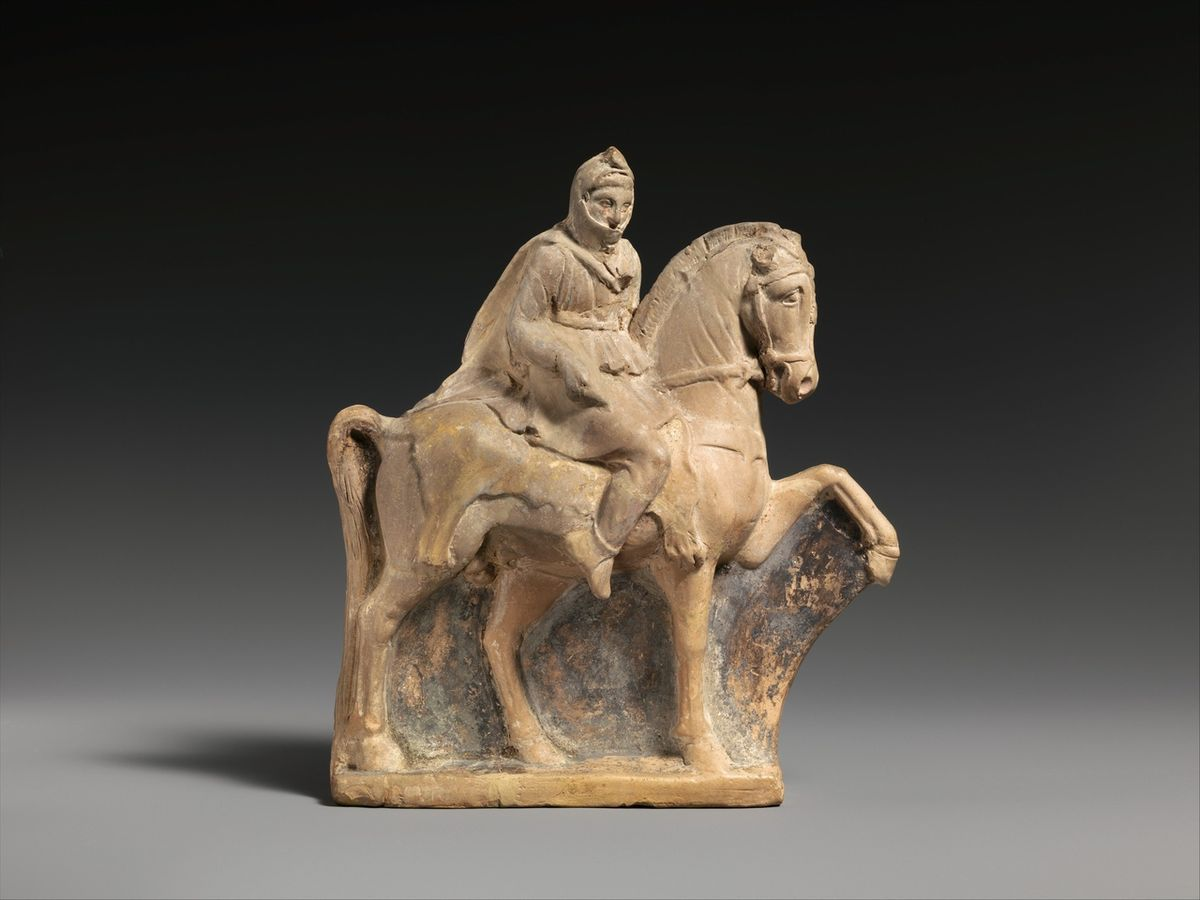
Persischer Reiter im (heute so genannten) spanischen Schritt, 3. Jahrhundert v. Chr., Metropolitan Museum, New York

Die ältesten Zeugnisse der Techniken der Reitkunst lassen sich ins antike Medien um 700 v. Chr. zurückverfolgen. Die Meder waren die Züchter des Nisäers, der bis in die Renaissance das beste Reitpferd der Welt blieb. Herodot und Vegetius beschreiben ihn. Er ist als das Reitpferd Marc Aurels auf dem Kapitol dargestellt und generell durch den flammenartig hochgebundenen Schopf und die vollen Körperformen erkennbar.

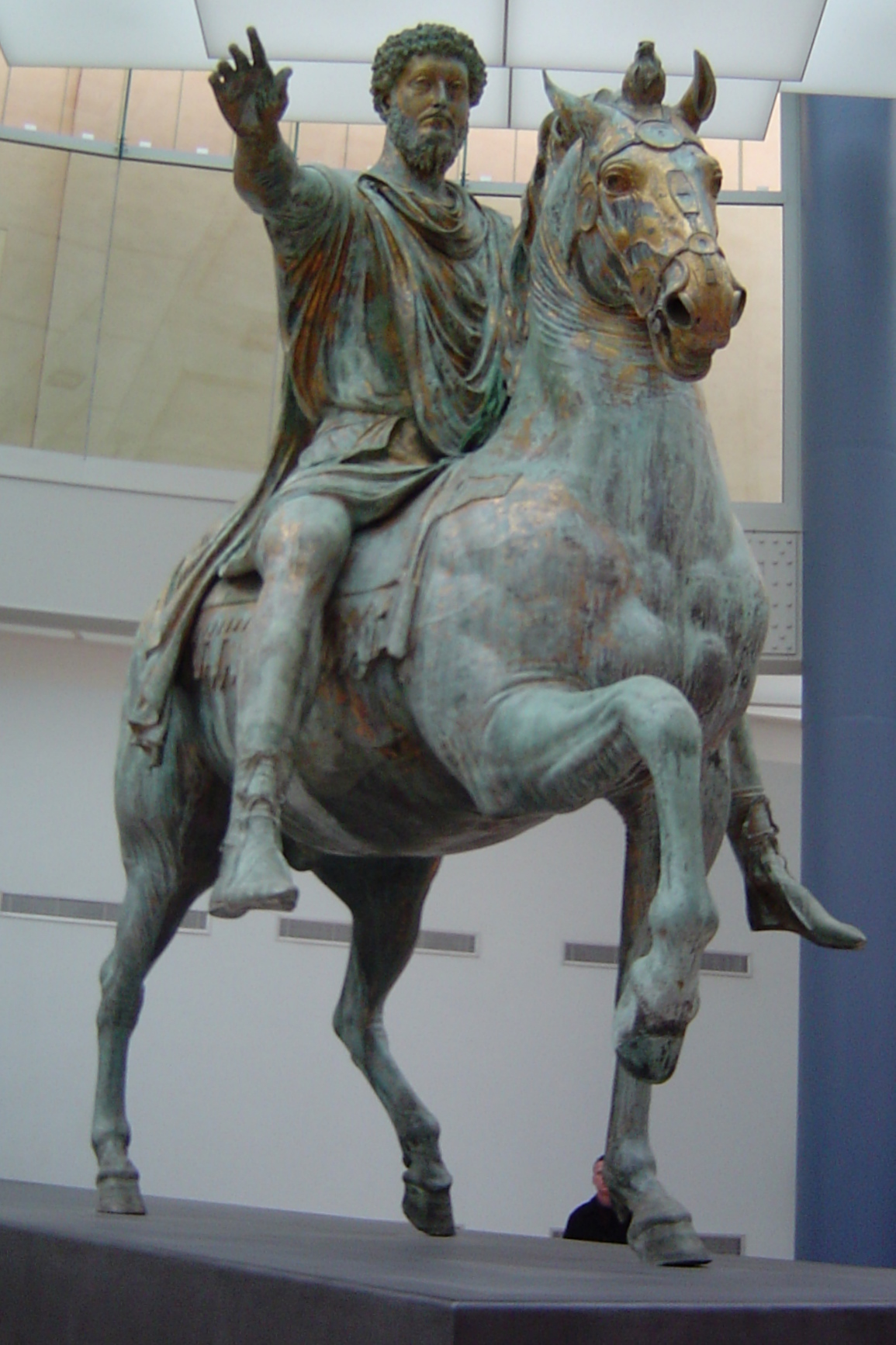
Das Reiterstandbild Mark Aurels zeigt diesem auf einem von den Medern eroberten Hengst in perfekter Reithaltung der Reitkunst. Der zur Flamme gebundene Schopf und die orientalische Satteldecke, sowie seine für damalige Verhältnisse außergewöhnliche Größe weisen ihn als Nisäer aus. Mark Aurel trug nach seinem Sieg den Beinamen 'medicus'.

Die Techniken der schnellen Wendung auf der Hinterhand (Posata mit Wendung) und des sprintenden Galopps im Zweitakt (Karriere) wird in der Antike immer wieder dargestellt, oft mit einem Bogenschuss nach hinten, dem später Partherschuss genannten Manöver. Sie wurden bereits von Xenophon, einem von den Medern beeinflusstem Griechen, in peri hippika beschrieben.
Die Niedere Schule der medischen Reitkunst wurde nach Persien und von dort nach Byzanz weitergegeben und erhielt sich vor allem in der byzantinischen Aristokratie, unter anderem durch das Spiel des Tzykanion. Viele byzantinische Renegaten blieben als Akinci im ottomanischen Reich tätig und erhielten noch über viele Jahrzehnte die alten Reittraditionen.
Nach der Eroberung von Konstantinopel (1453) durch die Türken übernahmen diese die Pferde der byzantinischen Ställe und verkauften sie weiter. Man nannte sie daher auf dem europäischen Markt oft 'türkisch'.
Alfons V., König von Neapel, und sein Sohn Ferrante führten diese Pferde ab 1543 nach Neapel ein und erlaubten zudem albanesischen Stradioten, die zu den Resten der byzantinischen Armee gehörten, in ihr Königreich einzuwandern. Vor allem freundeten sie sich jedoch mit dem albanischen Fürsten Skanderbeg und seiner Familie an. Diese brachten ihre Erfahrung in der byzantinische Reiterei ein. Nach dem Tod Skanderbegs widmete sich sein Sohn der Pferdezucht als Herzog von San Pietro in Galatina. Die neue Reitkunst wurde aus diesem Grund anfänglich als 'a la Stradiota' bezeichnet oder aber nach den spanischen Herrschern Neapels, den Aragonesen, als spanisch.
Wenig später, 1477, wurden erstmals Schulprünge beschrieben, ausgeführt von Ferrantes Sohn Alfonso, Herzog von Kalabrien. Das Pferd erlangte von da an am neapolitanischen Hof soziale Bedeutung, es ging nicht mehr nur darum beritten zu sein. Man schmückte die Tiere, ritt Kavalkaden, veranstaltete Stierkämpfe und profitierte von den neuen Pferden und Reitkünsten. In Neapel, aber durch dieses inspiriert, auch Ferrara, Mailand und Mantua wandelte sich das Pferd vom Kriegswerkzeug und Transportmittel zum Statussymbol.
Das Militärwesen veränderte sich zudem durch die Verbreitung der Feuerwaffen. Dies beendete die Zeit der gepanzerten, nur geradeaus reitenden Ritter und führte zur Einführung der leichten Scharmützelreiterei. Durch die vorerst sehr geringe Schussweite der Radschlosspistolen mussten die Reiter die Pistolen auf die Rüstungen aufsetzen und enge, schnelle Wendungen wurden immer nötiger und förderten die Ausbreitung der Reitkunst.
Das erste gedruckte und weitverbreitete Werk über die neue Technik stammt vom Neapolitaner Federigo Grisone, gefolgt vom ferraresischen Edelmann Cesare Fiaschi, dem Franzosen Antoine de Pluvinel, dem Engländer William Cavendish, Herzog von Newcastle, und schließlich, abschließend, De la Guériniere. Wichtig sind auch die Werke des Portugiesen Manoel Carlos de Andrade und des Deutschen Georg Engelhard von Löhneysen sowie des sächsischen Barons von Eisenberg.
Die Reitkunst hielt ab dem Schmalkaldischen Krieg (1546 bis 1547) über die Kurfürstenhöfe, wie etwa Dresden, und die Höfe der Habsburger, wie etwa Wien und Prag, in den deutschsprachigen Gebieten Einzug. Nisäer, bezeichnet als 'Türken', wurden aber schon ab dem Ende des 15. Jahrhunderts von den ernestinischen Wettinern in Bleesern und Torgau gezüchtet. Der kurfürstliche Stall in Dresden wurde sodann ab 1588 erbaut und wurde zum ersten Museum der Neuzeit. In ihm standen nicht nur Waffen, Figurinen und Schlitten, sondern auch das Pferd als Kunstwerk im Mittelpunkt. 1618 wurde der Dresdner Stall durch die erste nachgewiesene Reithalle der Welt vervollständigt.
Mit der Französischen Revolution Ende des 18. Jahrhunderts kam es zum abrupten Untergang der höfischen Reitkunst. Dies war auch in Deutschland und England der Fall. Die „Anglomanie“ genannte Zuchtauswahl und Bevorzugung englischer Vollblüter im 19. Jahrhundert brachte die meisten der alten Barockpferderassen, wie Sachsen, Oldenburger und Neapolitaner, zum Aussterben.
Die Einführung großer Kavallerieeinheiten und die Notwendigkeit einer Schnellausbildung für Reiter und Pferd im 19. und Anfang 20. Jahrhundert und die Entscheidung, den Reitsport auf den Prinzipien der Militärreiterei aufzubauen, beendete die tiefgreifende künstlerische Ausbildung des Pferdes. Lediglich Portugal und Spanien erhielten die Reitkunst durch den Stierkampf der Rejones. Österreich bewahrte sie in der Spanischen Hofreitschule.
Mittlerweile erlebt die Reitkunst in Deutschland erneut eine Blüte.

## Grundsätze
Die Reitkunst konzentriert sich darauf, dem Pferd hohe Balance und enge Wendungen zu lehren (Volte), sowie ihm Sprintfähigkeit (Karriere) und Versammlung zu lehren. Reiter und Pferd sollen befähigt werden, im Unison zu handeln.
Aufgrund der hohen Ansprüche der Reitkunst an das Pferd, muss dieses befähigt werden, das Verlangte zu erlernen und zu verstehen. Zu den Grundsätzen gehört dabei auch die Sprezzatura, was Losgelassenheit und Abwesenheit von Zwang bedeutet. Das Pferd soll mit unsichtbaren Hilfen und ohne Gewalt gelenkt werden. Weitere Ziele sind das Erlangen von richtigem Takt und Schwung.
Laut Federigo Grisone (Ordini di Cavalcare) werden in der Reitkunst die Zügel kurz genommen und ruhig gehalten. Der Reiter sitzt gerade und locker. Das Pferd trägt den Kopf hoch und rundet den Rücken. Es belastet die Hinterhand und erhöht diese Belastung um so mehr, je enger die Kurve ist, in die es geht. Die Piaffe aktiviert die Hinterhand.
In der Antike und bis in die Renaissance wurde die Reitkunst ohne Steigbügel und Sattel geritten. Letztere wurden ursprünglich für die Steppenreiterei geschaffen.
Als descente de main et de jambes, meist verkürzt zu descente de main, wird in der klassischen Reitkunst das kurzzeitige Aussetzen der Zügel- und Schenkelhilfen bezeichnet, wenn das Pferd sich in perfekter Haltung befindet und diese ohne reiterliche Unterstützung weiter halten soll. Das descente de main et de jambes gilt als wesentlicher Bestandteil der klassischen Ausbildung des Pferdes, da es zu seiner Ausführung so weit gymnastiziert sein muss, dass ihm die geforderte Haltung leicht genug fällt, um sie ohne weitere reiterliche Aufforderung zu halten.

## Reitschulen

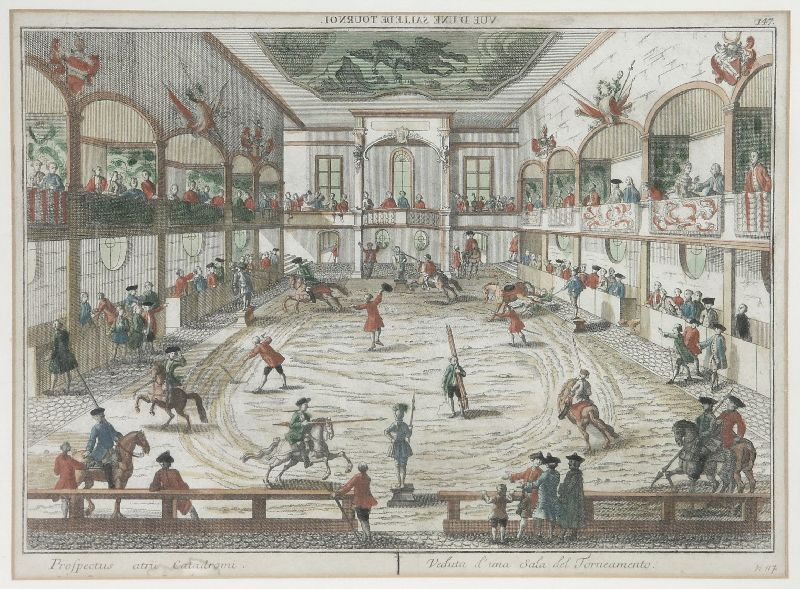
Eine Reitschule auf einem Guckkastenblatt um 1760

Die erste und bedeutendste Hofreitschule war die Reitschule der Aragonesen, die nach 1543 von Ferrante von Aragon bei Neapel gegründet wurde. Sie wird von Federigo Grisone, Pirro Antonio Ferraro und Claudio Corte erwähnt. Es ist wahrscheinlich, dass sie sich in Nola bei Neapel befand und in ihr eine Vielzahl der Rittmeister ausgebildet wurden, die später an den diversen europäischen Fürstenhöfen dienten, wie etwa Carlo Theti (Dresden), Battista und Pirro Antonio Ferraro (Madrid), Geronimo Tinti (Cordoba) etc.
Die Spanische Hofreitschule in Wien ist die älteste noch heute bestehende Hofreitschule. Sie wird spanisch genannt, da sie vom spanischen Hofzeremoniell und den spanischen Pferden der Habsburger beeinflusst wurde.
Im 20. Jahrhundert wurden in Jerez de la Frontera, Spanien und in Queluz, Portugal Hofreitschulen wiedereröffnet. Zudem schuf man die Academie equestre von Versailles und die Hofreitschule Bückeburg.

## Lektionen der Hohe Schule
Die sogenannte 'Hohe Schule' wurde im Neapel der Renaissance der von den Medern entwickelten 'Niederen Schule' hinzugefügt. Voraussetzung ihrer Entwicklung war der Import des nisäischen Pferdes.
Die Niedere Schule verleiht dem Pferd die Fähigkeit korrekt zu schreiten, traben und galoppieren. Sie balanciert es aus und trainiert seine Muskeln und seinen Schwung. Sie basiert auf den Notwendigkeiten der Nahkampfreiterei.
Die Hohe Schule hat hiergegen einen rein künstlerischen Ansatz. Es geht um die prächtige, harmonische Darstellung des Pferdes zu Präsentationszwecken. Das Pferd wird in Posata oder Pesade erhoben bzw. springt in Courbette, Balottade, oder gar Kapriole. Die moderne Levade (von lever – Heben), bei der sich das Pferd wesentlich höher erhebt als in der Pesade (von peser – belasten), gehört allerdings nicht zu den klassischen Übungen der Reitkunst, da sie das Pferd in die Gefahr bringt, nach hinten überzukippen.
Viele Lektionen der Niederen und Hohen Schule werden aus der Arbeit an der Hand entwickelt. Ab dem 15. Jahrhundert kamen dabei Pilaren als Ausbildungshilfe in Gebrauch. Sie werden jedoch durch ihre statische Steifheit heute meist abgelehnt.